# Derrick Morgan
Pour les articles homonymes, voir Morgan.
Derrick Morgan est  né le 27 mars 1940 à Mocho, paroisse de Clarendon, en Jamaïque. C'est un artiste qui a été très populaire essentiellement durant les années 1960 et 1970 en Jamaïque, puis en Angleterre.
Au même titre que Desmond Dekker, Prince Buster, Laurel Aitken, ou encore Jimmy Cliff, il fait partie de ces chanteurs qui forment le panthéon de la musique jamaïcaine, débutant avec le ska pour évoluer par la suite vers le rocksteady puis le reggae.

## Biographie
C'est en 1959 que Derrick Morgan commence sa carrière musicale grâce au légendaire producteur jamaïcain, Duke Reid. En quelques mois, ses premières chansons, telles que Fat Man, Lover Boy ou encore Forward March deviennent des hits à la radio jamaïcaine et la carrière du chanteur-compositeur décolle au début des années soixante.
Derrick Morgan enregistre de nombreux 45 tours pour les plus prestigieux labels jamaïcains de l'époque : Island Records, Count Bells, et Berverley's entre autres. Sa réputation lui permet également d'enregistrer de nombreux disques en Angleterre (où réside une forte communauté jamaïcaine) sur le label Blue Beat.
En 1969, il rend hommage aux premiers pas de l'homme sur la Lune en enregistrant Moon Hop qui devient un véritable tube et entre dans les charts anglais. C'est l'âge d'or du style musical appelé skinhead reggae, dont Derrick Morgan devient l'un des représentants les plus appréciés.[réf. nécessaire]

## Discographie albums
- Forward March (1964)
- Derrick Morgan and his friends (1968)
- Seven Letters - Trojan Records (1969)
- Derrick Morgan in London (1969)
- Moon Hop - Pama Records (1970)
- Feel So Good (1975) (featuring Hortense Ellis)
- People's Decision (1977)
- Still in Love (1977) (also featuring Hortense Ellis)
- Sunset at Moonlight City
- Love City
- The Legend of Derrick Morgan (1980)
- I Am the Ruler - Trojan Records (1992)
- Tougher Than Tough (Rudie in Court) (1992)
- Ska Man Classics (1995)
- Ska Man Classics (1997)
- 21 Hits Salute (1997)
- Meets the High Notes Live (2003)
- Moon Hop : Best of the Early Years 1960-69 (2003)
- Derrick : Top the Top (2003)
- Derrick Meets the High Notes (2004)